# Верховний головнокомандувач ОЗС НАТО з питань трансформації
Верховний головнокомандувач ОЗС НАТО з питань трансформації, ВГКТ — один з двох стратегічних командувачів НАТО, що очолює Командування ОЗС НАТО з питань трансформації. Посада створена в 2002 році в межах загального процесу реорганізації командної структури НАТО.

## Призначення та обов'язки
ВГКТ відповідає перед військовим комітетом НАТО — вищим військовим керівним органом НАТО — за просування вперед процесу трансформації сил і засобів НАТО, а також за керівництво цим процесом; відіграє провідну роль, на стратегічному рівні, у сфері перетворення військових структур, збройних сил, можливостей і доктрин НАТО з метою підвищення боєздатності Північноатлантичного союзу.
Спільно зі Стратегічним командуванням НАТО з операцій він проводить аналіз оперативних потреб НАТО для визначення типу, обсягу і вибору пріоритету в частині майбутніх потреб у силах і засобах, з урахуванням вимог щодо оперативної сумісності, а також для використання результатів у загальному процесі оборонного планування НАТО.
ВГКТ також керує процесом вивчення нових концепцій і доктрин за допомогою експериментів і сприяння науковим дослідженням, розробці та придбанню нових технологій і технічних засобів.
ВГКТ відповідає за програми навчання і підготовки НАТО, покликані забезпечити НАТО особовим складом, навченим згідно зі загальними стандартами НАТО і здатним діяти ефективно в складі багатонаціональних об'єднаних контингентів.
До числа інших завдань, покладених на ВГКТ, входить:
- Управління спільними ресурсами, виділеними на програми трансформації НАТО, з метою знаходити своєчасні економічно доцільні рішення у відповідь на оперативні потреби;
- Сприяння виконанню вимог Стратегічного командування НАТО з операцій в галузі навчань на етапах їх планування, проведення та оцінки.

Кандидатура на посаду ВГКТ висувається країною-членом НАТО і затверджується Північноатлантичною радою.
Термін перебування на посаді ВГКТ не обумовлюється.

## Історія розвитку
З 2002 до 2009 року на посаду ВГКТ призначався вищий офіцер збройних сил США в званні генерала або адмірала, котрий одночасно був командувачем Об'єднаного командування збройних сил США, відповідав за максимальне підвищення боєздатності військових сил і засобів США.
ВГКТ виконує свої командні функції зі штабу Стратегічного командування НАТО з трансформації в місті Норфолку (штат Вірджинія, США). Там також базується штаб Об'єднаного командування єдиних ЗС США.
Генерал збройних сил Франції Стефан Абріаль прийняв посадові обов'язки від генерала Корпусу морської піхоти США Джеймса Меттіса 9 вересня 2009, коли Франція вирішила повністю брати участь у структурах НАТО, після того як в 1968 році вона вийшла з об'єднаної військової структури.
До проведення реформи 2002 року Верховний головнокомандувач ОЗС НАТО на Атлантиці відповідав за забезпечення безпеки морських шляхів сполучення, надання підтримки при проведенні сухопутних і морських десантних операцій, а також охорону при розгортанні Альянсом засобів ядерного стримування морського базування.
Командування НАТО на Атлантиці простягалося від Північного полюса до Тропіка Рака і від прибережних вод Північної Америки до прибережних вод Європи і Африки, включаючи Португалію, але не включало Ла-Маншу і Британських островів, які належали на той момент до Командування НАТО в Європі (сучасна назва — Стратегічне командування НАТО з операцій).

## Посадові особи
- Адмірал Едмунд П. Джамбастіані[en] (19 червня 2003 — 19 червня 2005);
- Генерал Ленс Л. Сміт[en] (10 листопада 2005 — 9 листопада 2007);
- Генерал Н. Меттіс (9 листопада 2007 — 9 вересня 2009);
- Генерал збройних сил Франції Стефан Абріаль[en] (9 вересня 2009 — 28 вересня 2012);
- Генерал збройних сил Франції Жан-Поль Паломерос[en] (28 вересня 2012 — 30 вересня 2015);
- Генерал збройних сил Франції Деніс Мерсьє[en] (30 вересня 2015 — 11 вересня 2018);
- Генерал збройних сил Франції Андре Ланата[en] (11 вересня 2018 — 23 вересня 2021);
- Генерал збройних сил Франції Філіпп Лавінь[en] (з 23 вересня 2023).